# Caparmena adlbaueri
Caparmena adlbaueri – gatunek chrząszcza z rodziny kózkowatych i podrodziny zgrzypikowych. Jedyny przedstawiciel rodzaju Caparmena.

## Zasięg występowania
Gatunek ten występuje w RPA.